# Far View Tower
La Far View Tower est une tour en ruine du comté de Montezuma, dans le Colorado, aux États-Unis. Partie du Far View Sites Complex, elle est protégée au sein du parc national de Mesa Verde.